# Naturvägledning

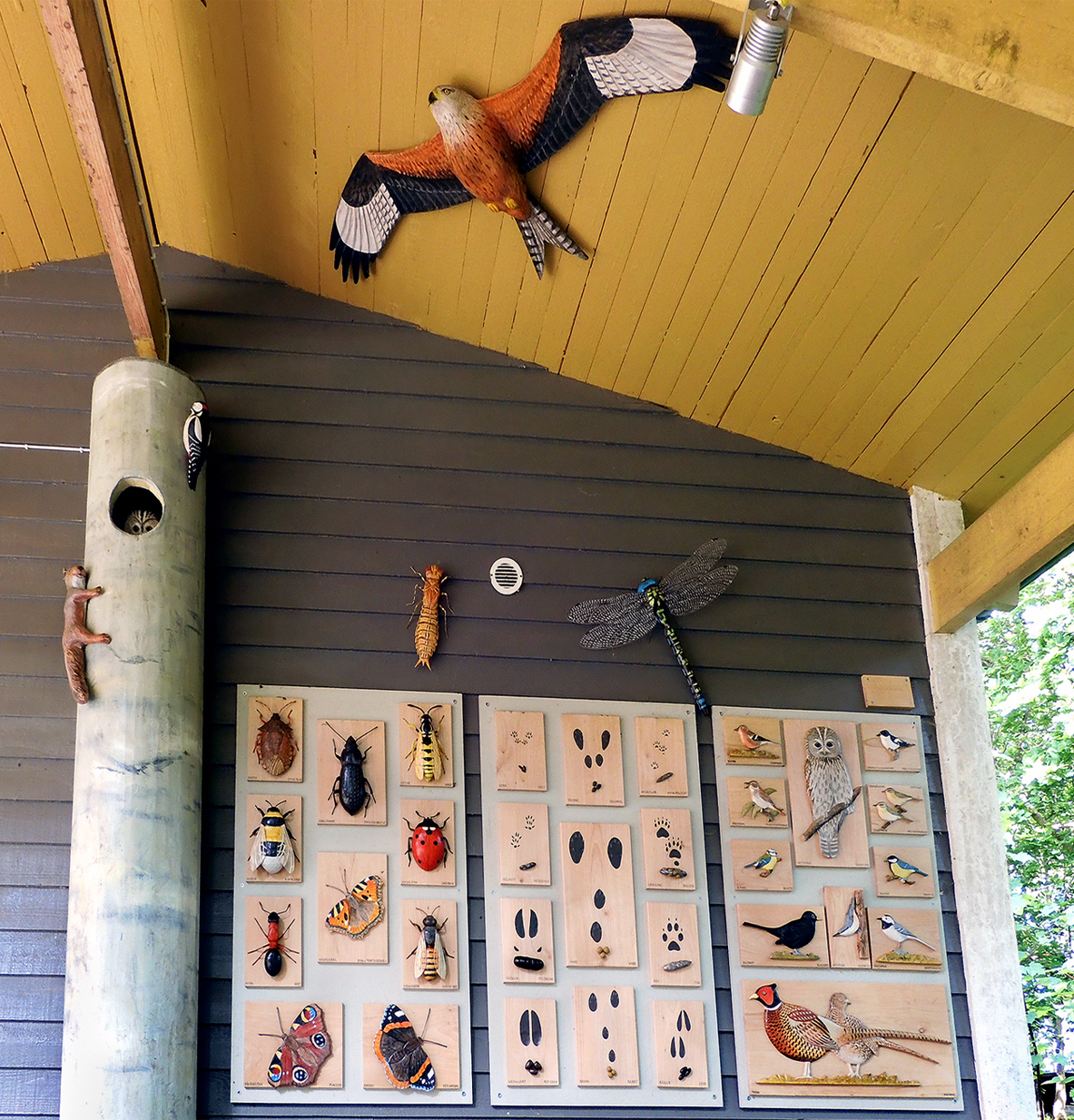
Planscher med diverse djur för naturundervisning vid Marietorps naturskola i Ystad 2024.

Naturvägledning är ett begrepp som både handlar om att förmedla kunskap om och väcka känsla för naturen.
| ”                                                                                    | Med naturvägledning menas kommunikation, information och andra pedagogiska aktiviteter som underlättar för människor att uppleva och utveckla sin känsla för och kunskap om naturen. Naturvägledning syftar till att öka förståelsen för de grundläggande ekologiska och kulturella sambanden och för människans roll i naturen. Därigenom förbättras möjligheterna till positiva upplevelser i naturen och till ökad miljömedvetenhet hos den enskilde och i samhället. | „ |
| – Nordiska ministerrådets definition, rapporten "Naturvägledning i Norden" från 1990 | |   |

## Definition
Naturvägledning är ett begrepp med många bottnar. Det finns också flera angränsande begrepp som guidning, naturinformation, tolkning, utomhuspedagogik och kulturarvspedagogik. I den definition som togs fram av Nordiska ministerrådet 1990 betonas att det både handlar om att förmedla kunskap och väcka känsla samt att naturvägledning har ett uttalat syfte som går utöver att bara förmedla fakta.
Vid Sveriges Lantbruksuniversitet finns ett Centrum för naturvägledning, CNV. CNV fungerar som en kompetensresurs, ett utvecklingsnav och en mötesplats för alla som förmedlar kunskap om och väcker känsla för naturen och kulturlandskapet. Centret anordnar kurser och seminarier för aktiva naturvägledare, administrerar ett nätverk som består av över 1100 personer, utvecklar och informerar om metoder för naturvägledning samt följer och initierar forskning inom området.

## Naturvägledningens historia
Naturvägledning fanns med i grundtankarna när det svenska naturskyddet skapades kring sekelskiftet 1900. Naturskyddsföreningens portalparagraf innehöll redan 1909 orden "väcka och underhålla kärleken till vår svenska natur". Då hade det funnits naturhistoriska museer i 170 år och botaniska trädgårdar ännu längre, men även dessa fick ett uppsving kring 1900. Efter 1950 spreds insikten om behovet av natur- och miljövård vilket successivt gav naturvägledningen nya och tydligare former. Den statliga natur- och miljövården organiserades och de första naturumen inrättades på 1970-talet. Naturskolorna kom på 1980-talet, då det gjordes många satsningar på naturguidning, nya utbildningar med mera. De ideella föreningarna hade en kraftig tillväxtperiod från 1950 till 1990 och nya organisationer som WWF tillkom. Man började även inse att barnen var en viktig målgrupp – bland annat skapades Skogsmulle inom Friluftsfrämjandet 1957.
Efter en nedgång på 1990-talet har naturvägledning från omkring 2000 blivit en allt mer omfattande verksamhet, bland annat som resultat av att naturvård för människans skull fått en ökad betydelse. Naturvårdsverket arbetar sedan 2004 efter principen Värna-Vårda-Visa. Regeringsskrivelsen "En samlad naturvårdspolitik" blev avstampet för många centrala satsningar på social naturvård, friluftsliv och kunskapsspridning. Till dessa hör Lokala naturvårdssatsningen, LONA, där kommunerna fått stöd för naturprojekt, samt omfattande guideprogram hos flera länsstyrelser och byggande av flera nya naturum. Inrättandet av CNV hör också hit. På den ideella sidan kan nämnas Närnaturguiderna, där nästan 500 personer fått fortbildning sedan 2004. Företag med naturvägledning på agendan finns inom verksamheter som ekoturism, naturguidning och undervisning. Inom kulturarvspedagogiken har man de senaste åren arbetat allt mer med tidsresor, där besökarna möter hela miljöer inklusive människor från olika epoker. Flera mötesplatser och projekt har också skapats på 2000-talet för att förmedla kunskap om och känsla för både natur och kulturlandskap.